# Вайда-Губа
Вайда-Губа (рос. Вайда-Губа, фін. Vaitolahti, норв. Vajda-Guba) — селище у Печензькому районі Мурманської області Російської Федерації.
Населення становить 94 особи. Належить до муніципального утворення Печензьке міське поселення .

## Населення
| 2002 | 2010 |
| ---- | ---- |
| 165  | ↘94  |